# Roswitha Fischer
Roswitha Fischer (* 23. Januar 1956 in Fulda) ist eine deutsche Linguistin und Anglistin.

## Leben
Nach Studium der Fächer Anglistik/Germanistik und Promotion in englischer Linguistik in Würzburg und nach Ausbildung zur Heilpraktikerin mit Schwerpunkt chinesischer Medizin habilitierte sich Roswitha Fischer an der Universität Freiburg. Längere Auslandsaufenthalte verbrachte sie in Edinburgh, Schottland und Portland, Oregon, USA. Sie arbeitete als Hochschuldozentin an den Universitäten Würzburg, Freiburg, Aachen und Portland State.
Seit 1998 war Roswitha Fischer C3-Professorin für Englische Linguistik am Institut für Anglistik und Amerikanistik an der    Universität Regensburg. Einen Ruf an die Gesamthochschule Universität Kassel lehnte sie ab. Ihre Forschungsschwerpunkte liegen in den Bereichen Lexikologie, Korpuslinguistik, Sprache und Kultur/Medien/Ideologie und in der Registerlinguistik.
Seit dem Sommersemester 2009 hielt Fischer regelmäßig die Vorlesung „English in Use“, deren Fokus auf Pragmatik und der Textlinguistik liegt.
Roswitha Fischer ist seit dem Sommersemester 2021 im Ruhestand.

## Werke (Auswahl)
- Anglicisms in Europe: Linguistic Diversity in a Global Context, Cambridge: Cambridge Scholars Publishing, 2008.
- Herausforderungen der Sprachenvielfalt in der Europäischen Union, Berlin: Nomos Verlag, 2007.
- Tracing the history of the English language. A textbook for students, Darmstadt: Wissenschaftliche Buchgesellschaft, 2003.
- Lexical change in present-day English. Tübingen: Narr, 1998.